# Feuerwache West (Nürnberg)

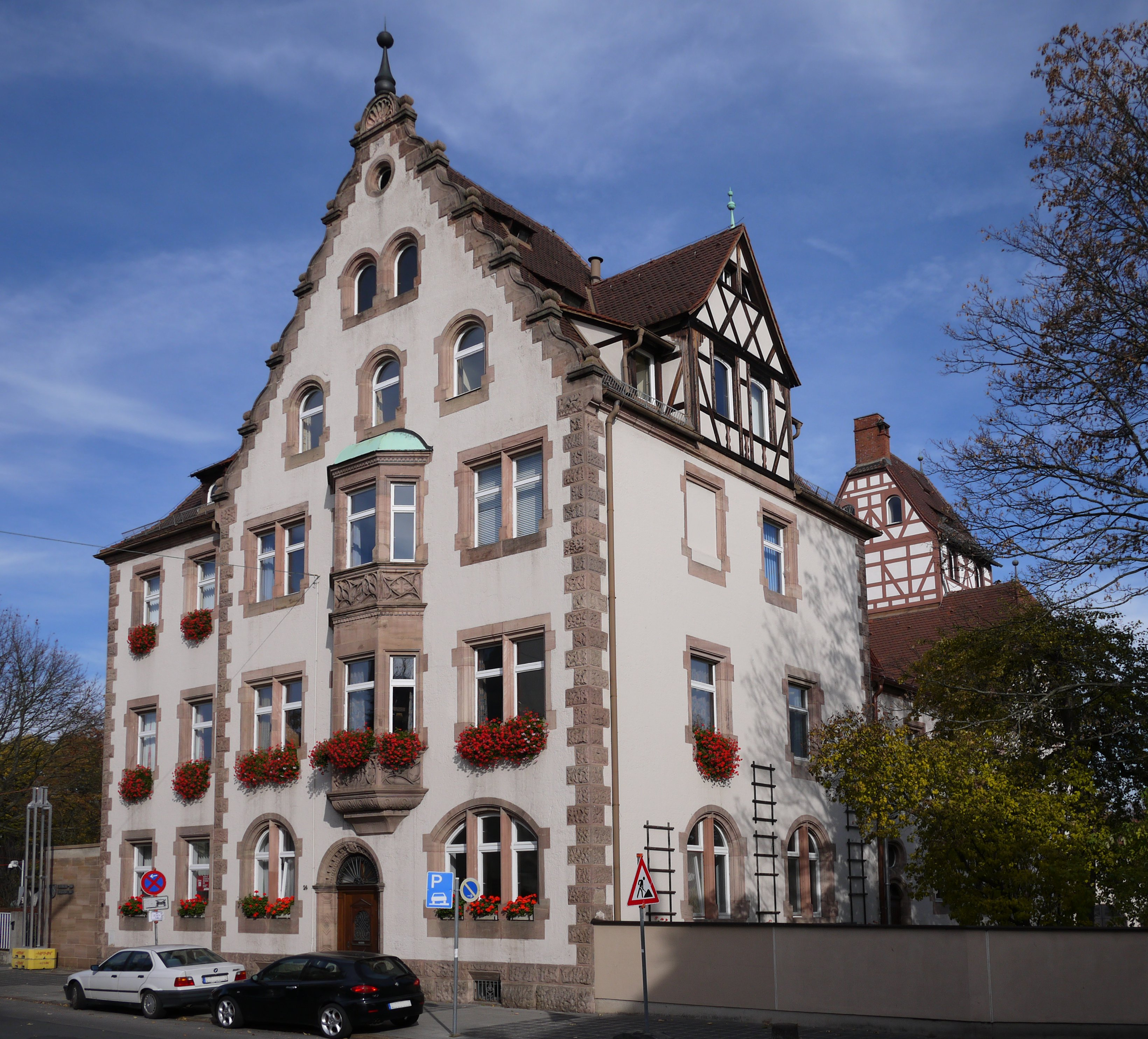
Feuerwache 1 – Sicht von der Reutersbrunnenstraße

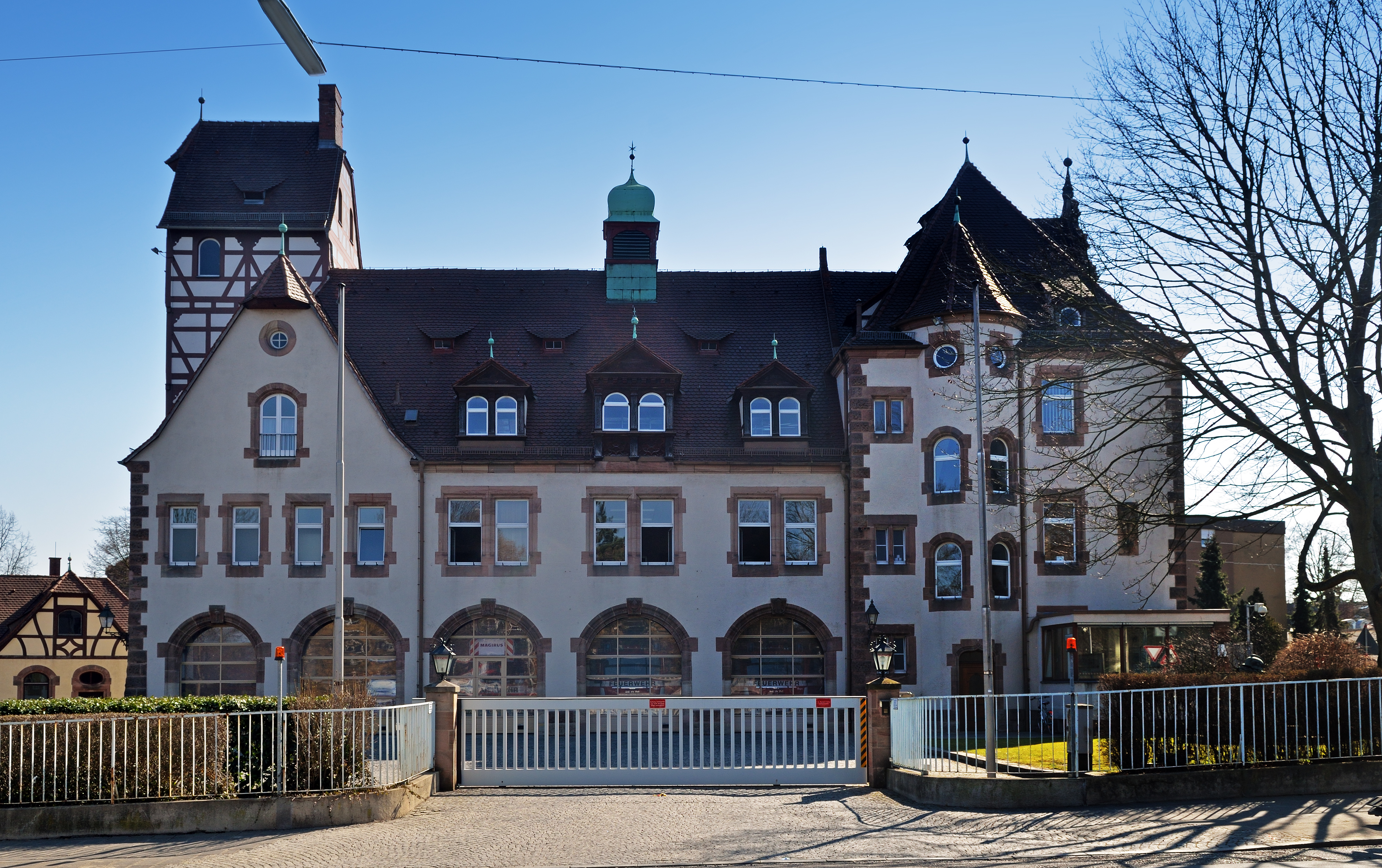
Sicht von der Willstraße

Die ehemalige Feuerwache West ist ein unter Denkmalschutz stehendes Gebäude Reutersbrunnenstraße 24 im Nürnberger Stadtteil Kleinweidenmühle, das seit der Inbetriebnahme am 1. Mai 1902 bis 9. Februar 2021 durchgängig als Feuerwehrhaus genutzt wurde. Sie war die Feuerwache 1 der Feuerwehr Nürnberg.

## Gebäude
Da sich das Stadtgebiet Nürnbergs durch die Eingemeindungen am Ende des 19. Jahrhunderts beträchtlich vergrößerte, verlängerten sich die Anfahrtswege von der damaligen Zentralfeuerwache derart, dass die Einrichtung einer weiteren Feuerwache im Nordwesten der Stadt notwendig wurde. Die Feuerwache wurde an der Reutersbrunnenstraße, Nummer 24, errichtet, da in der Nähe die Johannisbrücke liegt, eine der wenigen die Pegnitz überspannenden Brücken Nürnbergs, und der Standort daher als besonders verkehrsgünstig eingeschätzt wurde.
Mit dem Bau wurde der Nürnberger Architekt und Baubeamte Otto Seegy beauftragt, der die Feuerwache im historisierenden Neu-Nürnberger-Stil ausführte. Nach etwa einjähriger Bauzeit wurde der Betrieb am 1. Mai 1902 aufgenommen. Die Feuerwache ist ein „malerischer Gruppenbau“, bestehend aus einem dreigeschossigen Zentralbau, einem dahinter angebauten zweigeschossigen Fahrzeugtrakt, einem dahinter quer angebauten zweigeschossigen Bau mit sechsgeschossigem Turm, einem zugehörigen Werkstattgebäude und eingeschossigen Kopfbauten des Garagengebäudes.
Der Zentralbau ist als Walmdachbau mit Zwerchgiebel ausgeführt, an dem sich Erker aus Sandstein und Dacherker aus Fachwerk befinden. Der Fahrzeugtrakt ist ebenfalls als Walmdachbau ausgeführt, an ihm befinden sich Dachreiter und Dachgauben. Der zweigeschossige Bau dahinter ist als Schopfwalmdachbau mit Sandsteingliederung ausgeführt, ebenso wie der Turm, der teilweise aus Fachwerk besteht, und das Werkstattgebäude, das mit Risaliten, Fachwerkgiebel und Aufzugserker ausgestattet ist. Die eingeschossigen Kopfbauten sind ebenfalls Schopfwalmdachbauten, an ihnen befinden sich weitere Zwerchgiebel.

## Historische Nutzung
Die Feuerwache wurde für den Betrieb mit pferdegezogenen Löschfahrzeugen eingerichtet, die Pferdeboxen wurden hinter die Gerätestellplätze gelegt, womit eine Ausrückzeit von unter einer Minute nach Alarm gewährleistet werden konnte. Durch die massive Bauweise des Kellergewölbes konnte der Fahrzeugtrakt auch nach Einführung von schweren Löschzügen weitergenutzt werden.
Im Erdgeschoss befand sich neben einem Telegrafenzimmer, der Futterkammer und einem Ruheraum für die Kutscher auch ein Krankenstall für ein Pferd. Im ersten Obergeschoss waren die Bekleidungs- und Ausrüstungskammer, die Küche, der Tagraum, der Wasch- und Baderaum und ein großer Ruheraum mit 40 Ruhebetten untergebracht.
Bis zur Aufgabe am 9. Februar 2021 wurde der Standort weiterentwickelt und diente zuletzt neben der Funktion als Feuerwache auch als rettungsmedizinische Aus- und Fortbildungsstätte und Fachabteilung für Strahlen- und Messtechnik der Feuerwehr Nürnberg. Zudem war darin eine Feuerlöscherwerkstatt, eine Bildstelle, die Fernmeldeabteilung, die Bekleidungskammer und die Schneiderei untergebracht. Daneben verfügte die Feuerwache über eine Schreinerei und eine Schlosserei.

## Neubau

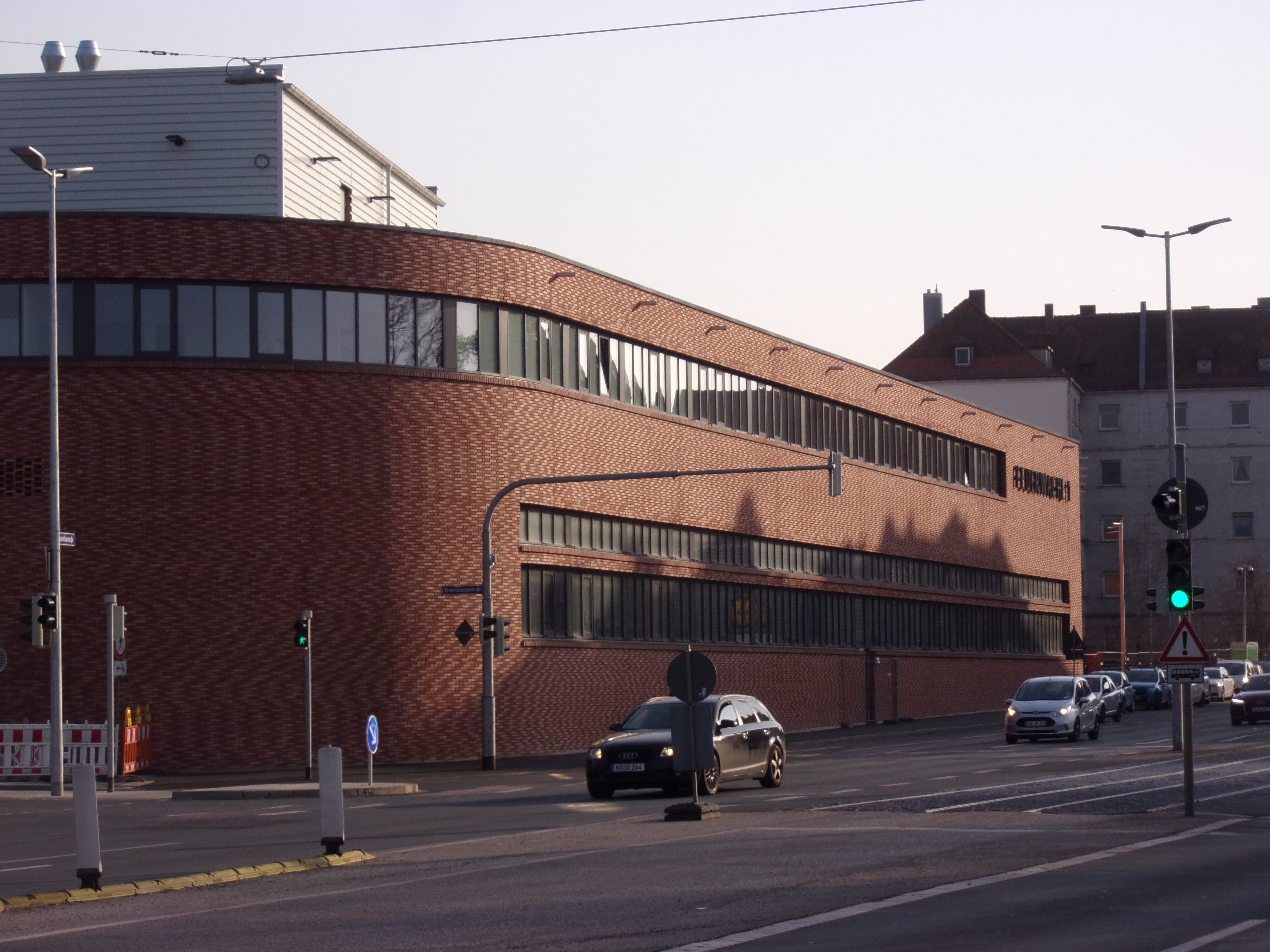
Der Neubau an der Maximilianstraße vor der Inbetriebnahme

Seit 2017 wird ein Neubau für die Feuerwache 1 errichtet. Er befindet sich auf dem Gelände des früheren Gleisbauplatzes, Reutersbrunnenstraße 63, zwischen der Maximilianstraße und der Justizvollzugsanstalt ⊙. Die neue Wache liegt verkehrsgünstiger am Westring und ist für ein Viertel des Stadtgebiets mit 160.000 Einwohnern zuständig. Sie verfügt auf 11.500 Quadratmeter Grundstücksfläche über 53 Standplätze für Einsatzfahrzeuge. Die Baukosten belaufen sich auf rund 52 Millionen Euro. Im März 2020 wurde der Neubau zur technischen Ausstattung an die Feuerwehr übergeben, die vollständige Inbetriebnahme ist für Frühjahr 2021 vorgesehen.
Die künftige Nutzung des denkmalgeschützten Altbaus ist derzeit (Mai 2021) noch nicht bekannt.

## Nachweise
1. ↑  Hans Wolfram Lübbeke, Otto Braasch: Mittelfranken: Ensembles, Baudenkmäler, archäologische Geländedenkmäler (Denkmäler in Bayern, Band V). Oldenbourg Wissenschaftsverlag, München 1986. ISBN 978-3-486-52396-6. S. 186
2. ↑  Neubau der Feuerwache 1 Nürnberg, Webseite des Hochbauamts der Stadt Nürnberg
3. ↑  Millionen-Bau: Das ist Nürnbergs modernste Feuerwache auf der Webseite der Nürnberger Nachrichtenam 6. März 2020.

Koordinaten: 49° 27′ 12,8″ N, 11° 3′ 24,7″ O